# Nicorești
Nicorești là một xã thuộc hạt Galați, România. Dân số thời điểm năm 2002 là 6216 người.